# ミシェル・クワン
ミシェル・ウィング・クワン（英語: Michelle Wing Kwan 、中国語繁体字：関穎珊、1980年7月7日 - ）は、1990年代から2000年代にかけて活躍したアメリカ合衆国のフィギュアスケート選手（女子シングル）でのち外交官。1998年長野オリンピック銀メダル、2002年ソルトレークシティオリンピック銅メダル、世界選手権5度優勝、全米選手権9度優勝の成績を収めた。外交官としては2022年から2025年まで駐ベリーズ大使を務めた。

## 人物
カリフォルニア州ロサンゼルス出身。香港系アメリカ人。ファーストネームの「ミシェル」は、ビートルズの曲名から取られている。
競技での偉大な実績に加え人柄の良さでも有名であり、世界中でも彼女のことを慕う後輩スケーターは多い（キム・ヨナ、キミー・マイズナー、長洲未来、キャロライン・ジャンらは彼女を憧れとしている）。
表現力の評価の高い選手であった。ニコライ・モロゾフはクワンを「心で滑る演技、見る者の魂に響くような演技が出来た女子で唯一の選手」と評している。
2005年より、家族らと共にアイスリンクとスポーツセンターを経営している。姉のカレン・クワンは全米6位になったことのある元スケーター。1988年カルガリーオリンピックペア銅メダリストのピーター・オペガードは義兄にあたる。また、「スポーツを通じて青少年の能力を向上させる委員会（Council to Empower Women and Girls Through Sports）」の委員に任命されるなど、国務省の使節としてホワイトハウスを拠点に活動しているほか、2008年からは中国系アメリカ人の組織である百人会の一員としても活動している。
2006年にデンバー大学 (University of Denver)に入学、2009年6月に主専攻の国際関係学と副専攻の政治科学の学位を取得して卒業した。過去にカリフォルニア大学ロサンゼルス校に在籍していたこともある。2009年9月、フレッチャースクール法律外交大学院修士課程に進学し、2011年に修了。
2013年1月19日に弁護士でアメリカ国家安全保障会議で戦略的計画の指揮を執るクレイ・ペルと結婚。2017年3月に離婚した。

## 経歴

### 1993 - 1998
1993-1994シーズン、幕張で開催された世界選手権に13歳で初出場し、8位入賞（リレハンメル五輪代表のケリガンとハーディングが不出場のため、繰上げてのアメリカ代表となる）。
1994-1995シーズンの世界選手権、当時14歳のクワンは150cmの小さな少女だったが、ショートではミスの無い演技、フリーでも5種類7回の3回転と2アクセル2回成功させ完璧な演技をし4位入賞。
1995-1996シーズン、身長も158cmに成長したクワンは大人の魅力を前面に押し出した演技で、スケートアメリカ、スケートカナダ、ISUグランプリファイナル、全米選手権で優勝、続く世界選手権も制し、15歳で初の世界チャンピオンとなった。この世界選手権では陳露との一騎討ちとなり、先に滑った陳露が芸術点で満点である6.0点を2つ出し優勝間違いなしと思われていたが、クワンも満点を2つ出し、ショートで1位につけていたクワンの勝利となった。
1996-1997シーズン、スランプに陥っていたクワンの前に新星タラ・リピンスキーが登場する。3回転-3回転のコンビネーションを確実に成功させるリピンスキーに全敗、グランプリファイナル、全米選手権、世界選手権は全て2位に終わる。
1997-1998シーズン、クワンは右足首の怪我のため長期間の休養を余儀なくされ、オリンピックの選考会となる全米選手権の出場を危ぶまれたが、痛み止めの注射をして挑み、ショート・フリーとも完璧な演技でリピンスキーを破り2度目の優勝。長野オリンピックアメリカ代表に選出される。
長野オリンピックではクワンとリピンスキーの一騎討ちとなり、ショートプログラムではクワン1位、リピンスキーは2位につく。フリースケーティングでは5種類7回のジャンプを完璧に決め、技術点ではほぼ5.8、芸術点では全員一致で5.9という高得点を得て一旦は首位に立ったが、クワンの飛ばなかった3回転-3回転のコンビネーションを2つ成功させたリピンスキーに逆転されてしまい、総合2位の銀メダル獲得に終わった。続く世界選手権ではリピンスキーの欠場も有り、2年ぶり2度目の優勝を果たした。

### 1998 - 2002

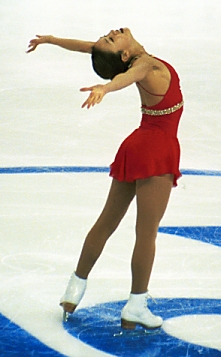
2001/2002年GPファイナルでのクワン

1998-1999シーズン、グランプリシリーズは全て辞退し、全米選手権で3度目の優勝、世界選手権は2位に終わる。
1999-2000シーズン、クワンは3回転-3回転を含むジャンプ偏重の構成でスケートカナダ、スケートアメリカ、全米選手権で4度目の優勝、世界選手権でも3度目の優勝を果たす。
2000-2001シーズン、スケートアメリカ、全米選手権で5度目の優勝、世界選手権でも2年連続4度目の優勝を果たす。
2001-2002シーズン、シーズンの初めに12年間コンビを組んできた名コーチ、フランク・キャロルとの師弟関係を解消（大親友ともいえる彼らの仲の深さはスケート界でも有名であったため、不仲説、方向性の相違など様々な憶測が囁かれたが、二人とも不仲説は完全否定）。スケートアメリカで優勝。スケートカナダでは2位、グランプリファイナルも2位に終わる。五輪選考となる全米選手権で6度目の優勝、ソルトレイクアメリカ代表に選出される。
2002年2月のソルトレイクシティオリンピックでは、ショートプログラムで首位に立つも、フリースケーティングではジャンプのミスがあり3位。結局金メダルのサラ・ヒューズ、銀メダルのイリーナ・スルツカヤに抜かれ、総合でも3位に落ちてしまい銅メダル獲得に終わった。ソルトレイク五輪後、引退が囁かれる中現役続行を公言。世界選手権は優勝したスルツカヤに次いで2位だった。

### 2002 - 現在
2002-2003シーズン、スケートカナダで優勝、全米選手権で7度目の優勝、2003年世界選手権で2年ぶり5度目の優勝を果たす。
2003-2004シーズン、全米選手権で8度目の優勝、2004年世界選手権はショートはコーエン、荒川静香、安藤美姫に次いで4位、フリーは演技直前にリンクへカナダ人男性乱入のハプニングがあったにもかかわらず、素晴らしい集中力を見せる。最後のルッツジャンプがダブルになった以外はほぼノーミス、5人のジャッジから芸術点6.0の評価を受け、荒川に次ぐ2位だったが、総合では3位に留まった。2004-2005シーズン、全米選手権で8年連続9度目の優勝を果たす。だが2005年世界選手権では予選演技の出遅れが響き、SP・フリー共に3位だったが総合で4位に終わり、1995年世界選手権以来10年ぶりにメダルを逃した。なおクワンの公式競技会への出場は、同世界選手権が最後となった。
2005-2006シーズン、トリノオリンピック出場権が決まる全米選手権を、足の怪我のため欠場。そのため米国フィギュアスケート連盟に嘆願し、その審査会では技を成功させたのと実績が考慮され、一旦は特例で五輪出場権を獲得していたが、この事は米国内のマスコミに非難された。しかしながら公式練習中に鼠径部の怪我が悪化したため、女子フィギュアスケート競技開催数日前の2006年2月12日に、記者会見で五輪出場取り止めを発表した（テレビ局と連盟とクワンの間での契約がトリノの開会式にさえ出れば成立していた為）。クワンの代替選手として、全米選手権で3位ながら当初補欠だったエミリー・ヒューズが急遽繰り上がり7位入賞。
トリノ五輪後の2006年4月に、自国アメリカでのアイスショーに出演した。その際のインタビューでは現役引退を否定したものの、2006-2007シーズンは怪我、2007-2008シーズンも足の手術後の回復と学業専念のため、全試合を欠場。またバンクーバーオリンピックを控える2009-2010シーズンも、国際関係学の修士号取得を目指すという理由で結局競技復帰を断念。なお2010年2月開催のバンクーバー五輪では、競技コメンテーターなどで登場していた。
2011年12月15日、世界フィギュアスケート殿堂入りが決まり、2012年1月28日全米選手権女子フリーの開催日に、スケートリンク(California州San Jose HP Pavilion)にて表彰された。
2021年12月15日、ジョー・バイデン米大統領はクワンを駐ベリーズ大使に指名すると発表した。2022年9月29日にこの人事案が上院で承認された。

## 主な戦績
| 大会/年            | 1993-94 | 1994-95 | 1995-96 | 1996-97 | 1997-98 | 1998-99 | 1999-00 | 2000-01 | 2001-02 | 2002-03 | 2003-04 | 2004-05 | 2005-06 |
| ------------------ | ------- | ------- | ------- | ------- | ------- | ------- | ------- | ------- | ------- | ------- | ------- | ------- | ------- |
| オリンピック       |         |         |         |         | 2       |         |         |         | 3       |         |         |         | 棄権    |
| 世界選手権         | 8       | 4       | 1       | 2       | 1       | 2       | 1       | 1       | 2       | 1       | 3       | 4       |         |
| 全米選手権         | 2       | 2       | 1       | 2       | 1       | 1       | 1       | 1       | 1       | 1       | 1       | 1       |         |
| GPファイナル       |         |         | 1       | 2       |         |         | 2       | 2       | 2       |         |         |         |         |
| GPスケートアメリカ |         | 2       | 1       | 1       | 1       |         | 1       | 1       | 1       | 1       |         |         |         |
| GPスケートカナダ   |         |         | 1       |         | 1       |         | 1       | 2       | 3       |         |         |         |         |
| GPエリック杯       |         | 3       |         | 1       |         |         |         |         |         |         |         |         |         |
| 世界Jr.選手権      | 1       |         |         |         |         |         |         |         |         |         |         |         |         |

## プログラム
| シーズン  | SP | FS | EX |
| --------- | --- | --- | --- |
| 2005-2006 | 死の舞踏 作曲：フランツ・リスト 編曲：マクシム・ムルヴィツァ | 前奏曲嬰ハ短調 作曲：セルゲイ・ラフマニノフ | A Song for You ボーカル：ナタリー・コール                                                                          |
| 2004-2005 | バレエ『スパルタクス』より スパルタクスとフリーギアのアダージョ 作曲：アラム・ハチャトゥリアン                                                                     | ボレロ 作曲：モーリス・ラヴェル | You Raise Me Up ボーカル：ジョシュ・グローバンThis Used to Be My Playground ボーカル：マドンナ                     |
| 2003-2004 | 映画『最後の誘惑』より 奇跡の始まり 作曲：ピーター・ガブリエル | 歌劇『トスカ』より 作曲：ジャコモ・プッチーニ | Fallin' ボーカル：アリシア・キーズ                                                                                 |
| 2002-2003 | 映画『最後の誘惑』より 奇跡の始まり 作曲：ピーター・ガブリエル | レッド・ヴァイオリン 作曲：ホアキン・ロドリーゴ、編曲：川井郁子 | Fields of Gold ボーカル：エヴァ・キャシディ                                                                        |
| 2001-2002 | エデンの東 作曲：リー・ホールドリッジピアノ協奏曲第3番 悲しみの三重奏曲 作曲：セルゲイ・ラフマニノフ                                                               | シェヘラザード 作曲：ニコライ・リムスキー＝コルサコフ 演奏：ニューヨーク・フィルハーモニック | Fields of Gold ボーカル：エヴァ・キャシディ                                                                        |
| 2000-2001 | エデンの東 作曲：リー・ホールドリッジRush 作曲：エリック・クラプトン                                                                                               | Song of the Black Swan 作曲：エイトル・ヴィラ＝ロボス ピアノ三重奏曲第4番「ドゥムキー」 作曲：アントニン・ドヴォルザーク中国の不思議な役人 作曲：バルトーク・ベーラ                                   | Beautiful World ボーカル：スミ・ジョーThis Time Around ボーカル：リンダ･エダー                                     |
| 1999-2000 | ア・デイ・イン・ザ・ライフ 作曲：ジョン・レノン、ポール・マッカートニー 演奏：ジェフ・ベック                                                                       | レッド・バイオリン 作曲：ジョン・コリリアーノ 演奏：ジョシュア・ベル | The World Is Not Enough 演奏：ガービッジHands 演奏：ジュエル                                                       |
| 1998-1999 | カルメン組曲 作曲：ロディオン・シチェドリン カルメン幻想曲 作曲：フランツ・ワックスマン 映画『カルメン』より 作曲：パコ・デ・ルシア                                | アリアーヌ オーケストラ組曲第3番「劇的風景」 オーケストラ組曲第6番「おとぎの国の風景」 作曲：ジュール・マスネ アブシャロムの死とタンゴ 映画『日没』より 作曲：デシャトニコフ 演奏：ギドン・クレーメル | Kissing You ボーカル：デズリー                                                                                     |
| 1997-1998 | ピアノ協奏曲第3番 悲しみの三重奏曲 作曲：セルゲイ・ラフマニノフ | ハープ協奏曲「リラ・アンジェリカ」 作曲：ウィリアム・オルウィン ジムノペディ第3番 作曲：エリック・サティ                                                                                              | ミュージカル『レ･ミゼラブル』より オン・マイ・オウン ボーカル：島田歌穂Dante's Prayer 作曲：ロリーナ・マッケニット |
| 1996-1997 | オーケストラ組曲第3番「劇的風景」 作曲：ジュール・マスネ 「エロディアード」(バレエ組曲)より終曲 作曲：ジュール・マスネ 赤いけしの花 作曲：レインゴリト・グリエール | バーヤティ・シラーズの花の庭 作曲：フィクレト・アミロフ 映画『アラビアのロレンス』より 作曲：モーリス・ジャール                                                                                       | Winter 作曲：トーリ・エイモス                                                                                      |
| 1995-1996 | Romanza 作曲：サルバドール・バカリッセ フィスタフラメンカ 作曲：モンティ･ケリー                                                                                    | サロメ 作曲：リヒャルト・シュトラウス 振付：ローリー・ニコル | エデンの東 作曲：リー・ホールドリッジ映画『ポカホンタス』より Just Around the Riverbend 作曲：ジュディ･クーン      |
| 1994-1995 | 黄河協奏曲 作曲：冼星海 演奏：殷承宗、Chu Wanghua | 序奏とロンド・カプリチオーソ 作曲：カミーユ・サン＝サーンス | グリーンスリーヴスによる幻想曲 作曲：レイフ・ヴォーン・ウィリアムズエデンの東 作曲：リー・ホールドリッジ           |
| 1993-1994 | 歌劇『サトコ』より インドの歌 作曲：ニコライ・リムスキー＝コルサコフ                                                                                               | エデンの東 作曲：リー・ホールドリッジ | - |